# The Sisters (Joyce)

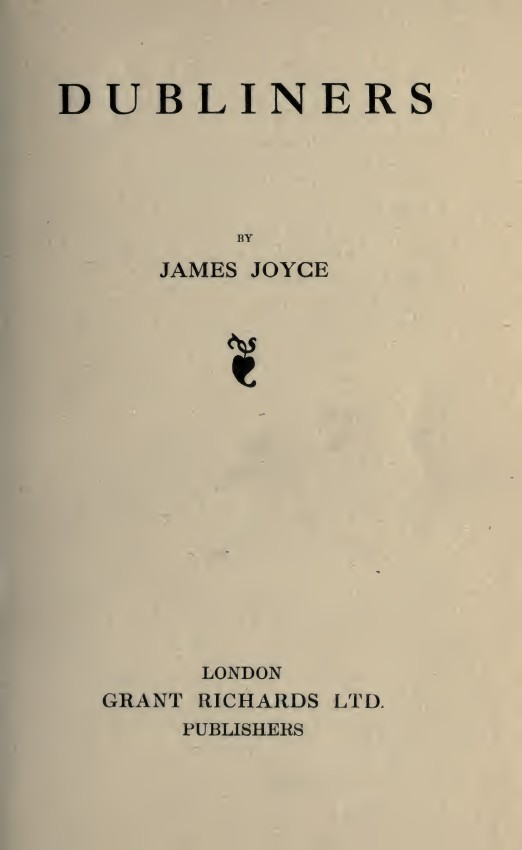
Dubliners, Erstausgabe 1914

The Sisters ist eine Kurzgeschichte von James Joyce, die in ihrer ursprünglichen Fassung als von George William Russell initiierte Auftragsarbeit erstmals am 13. August 1904 in der Zeitschrift The Irish Homestead veröffentlicht wurde. Die Erzählung wurde anschließend in dem Zeitraum zwischen 1904 und 1909 von Joyce mehrfach grundlegend überarbeitet und in ihrer Endfassung als Eröffnungsgeschichte in den 1914 in Buchform erschienenen Kurzgeschichtenzyklus The Dubliners kompositorisch integriert.
Die erste deutsche Übersetzung von Georg Goyert wurde 1928 unter dem Titel Die Schwestern als Teil der gesammelten Geschichtengruppe Dublin im Rhein-Verlag in Basel veröffentlicht, die als Sammlung letztmals 1968 unter dem Titel Dubliners im Suhrkamp Verlag nachgedruckt wurde. Eine neuerliche Übersetzung von Dieter E. Zimmer erschien 1969 unter dem unveränderten Titel Die Schwestern in dem ersten Band einer vom Suhrkamp Verlag besorgten Gesamtausgabe der Werke von Joyce. Darüber hinaus sind weitere deutsche Übersetzungen der verschiedenen Fassungen der Geschichte veröffentlicht worden.
Die Kurzgeschichte, die kaum äußere Handlung enthält und an den Erzählrändern am Anfang und Ende offen bleibt, thematisiert die Reaktionen des jugendlichen, unerfahrenen Erzählers auf den Tod des ihm vertrauten Priesters Pater Flynn sowie die Kommentare der Erwachsenen in seiner Umgebung. In den Reflexionen des Ich-Erzählers kommt dessen vergebliche Suche nach einer Orientierung vermittelnden Autorität in Gestalt des an seiner Aufgabe gescheiterten und von seinem Amt entbundenen Geistlichen zum Ausdruck. Zugleich werden ouvertürenhaft zentrale Themen und Motive des gesamten Zyklus angedeutet wie etwa die mentale Abhängigkeit der irischen Gesellschaft von der repressiven, korrumpierten katholischen Kirche und die grundsätzliche Lähmung oder Paralyse (paralysis) des ausweglosen, unerfüllten Lebens in Dublin in der Zeit um 1900.

## Inhalt
In ihrer letzten überarbeiteten und symbolisch stark verdichteten Fassung spielt die handlungsarme Kurzgeschichte am Abend des 1. Juli 1895 sowie am darauffolgenden Tag in Dublin. Berichtet werden die Ereignisse und die damit verbundenen Reflexionen der Figuren aus der eingeschränkten Erzählperspektive eines etwa 13-jährigen Ich-Erzählers, der trotz gewisser autobiografischer Bezüge anonym bleibt. Anfangs unvermittelt erinnert sich der sensible, intelligente und wissbegierige junge Erzähler mit einer Mischung aus Bewunderung und Ablehnung an seinen geistlichen sowie intellektuellen Mentor und Freund, den Reverend James Flynn, für den es, wie er glaubt, nach dem dritten Schlaganfall nun keinerlei Hoffnung mehr gibt. Beim Abendessen erfährt der Junge dann von Old Cotter, einem Bekannten der Familie seiner Tante und seines Onkels, von dem Tod des Geistlichen.
Mr. Cotter macht in dem nachfolgenden Gespräch vage Andeutungen über den anrüchigen Charakter des Verstorbenen. Er und der Onkel des Erzählers sind der Meinung, dass die freundschaftliche Beziehung des Jugendlichen zu dem toten Pater Flynn und die viele Zeit, die er mit ihm verbracht hat, ungünstig für die Entwicklung des Jungen gewesen seien; er hätte stattdessen mit seinen Altersgenossen spielen und Sport treiben sollen. Der Ich-Erzähler ist verärgert über diese Bemerkungen, lässt seinen Ärger nach außen hin jedoch nicht erkennen.
Später im Bett versucht er zu verstehen, warum Mr. Cotter und sein Onkel seine bisherige freundschaftliche Verbindung zu dem Geistlichen argwöhnisch betrachten und missbilligen. In einer Art von Wachtraum, die in einen zugleich angenehmen wie abstoßenden Traum übergeht, erlebt er, wie der verstorbene Geistliche mit einem beständigen irritierenden Lächeln sich mit nuschelnder Stimme darum bemüht, ihm etwas zu beichten, das für ihn jedoch unverständlich bleibt.
Am nächsten Morgen sucht der Ich-Erzähler das Haus auf, in dem Pater Flynn zuvor nach seiner Entbindung von den Pflichten als Geistlicher bei seinen beiden Schwestern gelebt hat. Er sieht eine Todesanzeige an dem Fenster des bescheidenen Textilwarenladens, den die zwei Schwestern in dem Haus betreiben, genau an der Stelle, an der bisher ein Zettel mit der Aufschrift „Neubespannung von Schirmen“ angebracht war. Der Junge traut sich nicht, an der verschlossenen Tür anzuklopfen. Zu seinem Erstaunen ist er jedoch weniger traurig als erwartet; tatsächlich verspürt er nach dem Tod des Paters ein Gefühl der Befreiung.
Am Abend nimmt die Tante des Jungen ihn zu einem offiziellen Besuch in das Trauerhaus mit. Der Erzähler sieht die Leiche von Pater Fynn in einem offenen Sarg liegen und blickt am Totenbett in das grimmige Gesicht des Verstorbenen. Die beiden Schwestern des Paters, Nannie und Eliza, halten die Totenwache. Zunächst dreht sich das Gespräch der Erwachsenen um den friedvollen Tod des Verstorbenen. Aus weiteren kryptischen Andeutungen in der Unterhaltung erfährt der Erzähler, dass der Priester ein enttäuschter, gebrochener Mann war. Seit er während einer Messe in seiner Kirche den Kelch hatte fallen lassen, war er schon längere Zeit vor seinem Tod verwirrt und psychisch instabil. Eines Nachts wurde er kurz nach diesem Vorfall von dem Küster und einem weiteren Geistlichen der Gemeinde nach längerer Suche allein in seinem Beichtstuhl gefunden, hellwach und leise vor sich hin lachend.
Die Erzählung endet lapidar mit der abgebrochenen Aussage Elizas: „Und da natürlich, als sie das sahen, kam ihnen der Gedanke, dass mit ihm irgendetwas nicht mehr stimmte …“ und schließt damit ebenso unvermittelt und offen, wie sie begonnen hat.

## Interpretationsansatz
Nach der Veröffentlichung der Erstfassung von The Sisters in der Zeitschrift The Irish Homestead wurden die nachfolgenden Versionen der Kurzgeschichte von Joyce fest in das Gesamtkonzept des Dubliner-Zyklus eingebunden. Die Erzählung ist als Einführungsgeschichte hier der besonders homogenen Anfangsgruppe der „Childhood Stories“ zugeordnet, die die Erfahrungen eines (möglicherweise identischen) Jungen aus der Perspektive fortschreitender Altersstufen vermitteln.
Die tiefgreifenden Änderungen in den verschiedenen Fassungen, die Fülle der unausgesprochenen, vagen, enigmatischen oder rein suggestiven Andeutungen, die Vielzahl von Aposiopesen, Palinodien, Malapropismen und Ellipsen in den Dialogen wie auch die Dichte der symbolisch-metaphorischen Verflechtungen und die für diese Kurzgeschichte charakteristische Unbestimmbarkeit der Sprachverwendung an sich lassen nach dem gegenwärtigen Stand der literaturwissenschaftlichen Diskussion eine unstrittige, kohärente Gesamtdeutung von The Sisters nicht zu. Die zahlreichen Leer- oder Unbestimmtheitsstellen insbesondere in der Endfassung der Geschichte legen grundsätzlich die Vermutung nahe, dass Joyce durch eine Offenheit verschiedener Bedeutungsschichten sogar in der dialogischen Figurenrede bewusst eine Mehrdeutigkeit und unterschiedliche Lesarten durch die Rezipienten ermöglichen wollte.
Wie keine andere Kurzgeschichte aus dem Zyklus der Dubliners ist The Sisters dementsprechend von den Interpreten bislang sowohl im Hinblick auf ihre zentrale Thematik wie auch ihre erzähltechnische Gestaltungsform völlig gegensätzlich gedeutet worden. Grundsätzliche Uneinigkeit herrscht vor allem im Hinblick auf Kernpunkte wie die Persönlichkeit von Pater Flynn und seine Beziehung zu dem Jungen, die Rolle der titelgebenden Schwestern des verstorbenen Priesters, die Ausdeutung der allegorischen Bildhaftigkeit der Geschichte und die anklingenden intertextuellen Bezüge und Verweise.
So ist die Figur des Paters beispielsweise interpretiert worden als Ungläubiger, Simonist, Homosexueller und Perverser, seines Amtes enthobener Priester oder einfach als kranker, leidender Pfarrer ohne jegliche schwerwiegenden Verstöße gegen sein kirchliches Amt. Auf der symbolischen Ebene wurde Pater Flynn teilweise in einem ironischen Sinne als Verkörperung des irischen Gottes, als Vertreter der repressiven irisch-katholischen Kirche, als Vaterfigur für den Jungen oder als Personifizierung der katholischen Glaubenstugenden gesehen. In ähnlicher Weise sind seine beiden Schwestern sowohl als typische Repräsentanten der irischen Gesellschaft wie auch allegorisch als Priesterinnen, Nonnen oder charakteristische Vertreterinnen des Laienstandes, als metaphorische Verkörperungen der Sterilität des Lebens in Dublin oder aber einfach nur als zwei alte Frauen, die sich für ihren Bruder aufgeopfert haben, betrachtet worden. Der während der Messe von Pater Flynn fallengelassene Kelch wird einerseits als Symbol für den Verlust der Integrität des Geistlichen aufgrund von Simonie, andererseits als Ausdruck der tiefen Freundschaft zu dem Jungen gedeutet.
Der nachstehende Deutungsansatz stellt insofern auf Grundlage der Standard-Sekundärliteratur lediglich eine mögliche, in sich schlüssige textbezogene Lesart vor, die zwar in den Grundzügen allgemein akzeptiert wird, jedoch in den Einzelheiten nicht gänzlich unkontrovers ist.
Wenngleich in der Sprache der Kurzgeschichte selbst keine Annäherung an individuelle oder altersgemäße Sprachgewohnheiten des kindlich-jugendlichen Ich-Erzählers festzustellen ist, so verwendet Joyce dennoch überwiegend eine der Bildung und den Interessen des Jungen angemessene Sprachebene.
Bereits zu Beginn der Geschichte werden die Reaktionen des Erzählers auf ihm fremde Wörter wie „Paralyse“ („paralysis“), „Gnomon“ („gnomon“) oder „Simonie“ („simony“) registriert. Auf diese Weise wird nicht nur indirekt das Alter des Ich-Erzählers bestimmt, sondern zugleich auf die Identität von erlebendem und erzählendem Ich verwiesen. Mit der Wahl der Ich-Erzählsituation werden zudem auktoriale Kommentare ausgeschlossen, so dass durch das Fehlen jeglicher Erzähldistanz der Eindruck großer Unmittelbarkeit entsteht. Gleichzeitig bewirkt diese erzähltechnische Gestaltung, dass das Geschehen, das in einer Folge sich widersprechender oder ergänzender Szenen dargeboten wird, für den Leser ohne offenkundige Erläuterung und Deutung bleibt.
Demgemäß setzt der Bericht des Ich-Erzählers unvermittelt ohne jegliche Hintergrundinformationen ein: „Diesmal gab es keine Hoffnung mehr für ihn: Es war der dritte Schlaganfall.“ (im Original: „THERE was no hope for him this time: it was the third stroke.“). Der anschließende zweite Satz leitet über zu einer der Erzählsituation entsprechenden Rückwendung, die gleichzeitig einen bevorstehenden Handlungshöhepunkt andeutet. Auch in den nachfolgenden Szenen wird diese Technik weiter verwendet; allerdings erhält der Leser auch hier noch nicht die erwartete Aufklärung. Stattdessen erhöht sich die Spannung: Der Ich-Erzähler reflektiert einzig seine eigene Situation; er ist sich keines Gegenübers bewusst, das er in seiner Schilderung mit einer zusätzlichen Erläuterung des Hintergrundes oder Zusammenhanges des Geschehens aufzuklären hätte.
Seine Gedanken konzentrieren sich dabei seinem Alter und seiner Erfahrung entsprechend vor allem auf das Wort „Paralyse“, dessen Bedeutungsinhalt er mit negativen Assoziationen verbindet. Die Gründe dafür werden für den Leser allerdings nur angedeutet. Ihren Höhepunkt erreicht die Szene am Ende mit einer eindeutig artikulierten inneren Spannung des Ich-Erzählers, als der Begriff der Paralyse in ihm auf geradezu magische Weise anthromorph die Vorstellung eines bösartigen, sündhaften oder teuflischen Wesens heraufbeschwört: „Nun klang es [= Paralyse] für mich wie der Name eines übelwollenden, sündigen Wesens. Es entsetzte mich, doch zugleich zog es mich an, sein todbringendes Werk zu betrachten.“ (im Original: „But now it sounded to me like the name of some maleficent and sinful being. It [= paralysis] filled me with fear, and yet I longed to be nearer to it and to look upon its deadly work.“)
Diese innere Spannung des Ich-Erzählers wird in den nachfolgenden fünf Szenen, die sich jeweils durch einen veränderten Schauplatz und eine andere Figurenkonstellation unterscheiden, unter verschiedenen Aspekten dargeboten. Jede dieser anschließenden Szenen dient dabei nicht nur dazu, die Handlung voranzutreiben, sondern hat zugleich eine analytische Funktion.
In der zweiten Szene gibt der Erzähler die Unterhaltung zwischen seinem Onkel und seiner Tante sowie dem sie besuchenden Old Cotter wieder und kommentiert das Gespräch aus seiner Sicht. Aufgrund der Aposiopesen und Unvollständigkeiten wirkt der dargestellte Dialog durchaus naturalistisch. Der Junge erfährt hier nicht nur von dem Tod des „Gelähmten“, Pater Flynn; durch die Andeutungen in dem Gespräch wird ebenso das Verhältnis charakterisiert, das aus Sicht der Erwachsenen zwischen ihm und dem Verstorbenen bestanden hat. Anscheinend war es der Wunsch des Pater Flynn, den Jungen für das Priesteramt zu gewinnen. Diesem Wunsch steht die Meinung Mr. Cotters und seines Onkels gegenüber, der Umgang mit dem verstorbenen Priester sei für den Jugendlichen schädlich gewesen.
Für den Leser bleibt an dieser Stelle unklar, ob diese Einstellung für den Umgang des Jungen mit einem Priester allgemein gilt oder ob die geäußerten Vorbehalte sich speziell auf Pater Flynn beziehen. So deutet etwa Mr. Cotter in dem Gespräch an, das die Paralyse des verstorbenen Paters nicht nur körperlicher, sondern auch geistiger Art gewesen sei, was für den Ich-Erzähler allerdings unverständlich bleibt.
Funktional gesehen findet in dieser Szene die innere Spannung des Jungen ihre Spiegelung im gesellschaftlichen Mikrokosmos Dublins: Während die Männer die Zuneigung des Jungen für den Priester ablehnen, scheint die Tante sie offenbar zu befürworten. Der Ich-Erzähler selbst, dem das Phänomen der Paralyse noch unverständlich ist, verbleibt in seiner Unentschiedenheit. Zwar weist er innerlich die Bevormundung durch Cotter zurück, weil er nicht länger als Kind behandelt werden möchte; die anklingenden Vorwürfe und Behauptungen Cotters wirken in ihm jedoch nach: „Obwohl ich wütend war auf den alten Cotter, weil er mich wie ein Kind behandelte, zerbrach ich mir den Kopf auf der Suche nach einem Sinn in seinen nicht beendeten Sätzen. Im Dunkeln meines Zimmers stellte ich mir vor, ich sähe erneut das Gesicht des Gelähmten.“ (im Original: „Though I was angry with old Cotter for alluding to me as a child, I puzzled my head to extract meaning from his unfinished sentences. In the dark of my room I imagined that I saw again the heavy grey face of the paralytic.“).
In seinem (Wach-)Traum verlangt der Priester, der ihm erscheint, Absolution für seine Sünde der Simonie. In der geträumten Rollenumkehr spürt der Erzähler als „Priester“ offenbar, dass die zunächst von ihm als körperlich wahrgenommene Paralyse ebenso den Geist des Pater Flynn befallen hat. Die Begegnung der beiden in der Traumsequenz wird von einem Lächeln des Erkennens begleitet: „Ich bemerkte, dass auch ich selbst leicht lächelte, wie um den Simonisten von seiner Sünde loszusprechen.“ (im Original: „I felt that I too was smiling feebly as if to absolve the simoniac of his sin.“).
Obwohl der Traum dem Jungen zwar eine bildhafte Vorstellung seiner Beziehung zu Pater Flynn liefert, bietet er ihm keine endgültige Erkenntnis über die Motive für seine widersprüchliche Einstellung zu dem Geistlichen, die gleichermaßen durch Anziehung und Abstoßung geprägt ist. Dessen ungeachtet wirkt sich dieses Traumerlebnis auf sein weiteres Verhalten aus. In der folgenden Szene verweilt er in der Straße vor dem Trauerhaus: „Ich wollte hineingehen und nach ihm sehen, doch mir fehlte der Mut, anzuklopfen. Langsam lief ich weiter auf der sonnenbeschienen Seite der Straße und las im Vorübergehen all die theatralische Werbung. Mich befremdete, dass weder ich noch der Tag in Tauerstimmung zu sein schien, und es verärgerte mich regelrecht, in mir ein Gefühl der Freiheit zu entdecken, als sei ich durch seinen Tod von etwas befreit worden. Das überraschte mich, da doch am Abend zuvor mein Onkel über ihn gesagt hatte, er habe mir viel beigebracht.“ (im Original: „I wished to go in and look at him but I had not the courage to knock. I walked away slowly along the sunny side of the street, reading all the theatrical advertisements in the shop-windows as I went. I found it strange that neither I nor the day seemed in a mourning mood and I felt even annoyed at discovering in myself a sensation of freedom as if I had been freed from something by his death. I wondered at this for, as my uncle had said the night before, he had taught me a great deal.“).
Der Erzähler zeigt sich über seine eigene emotionale Reaktion verwundert. Dennoch gewinnt er in den längeren Passagen, in denen er sich an seine Besuche bei dem Pater erinnert, möglicherweise eine erste (halb-)bewusste Einsicht in die Motivation für sein Verhalten. Einerseits freut er sich über die Unterweisung in kirchlichen und eucharistischen Fragen, die er von dem Verstorbenen erhalten hat und die ihn vermutlich in seinem Wunsch bestärkt hat, selbst Priester zu werden. Andererseits hat er durch die Gespräche mit dem befreundeten Priester jedoch zugleich einen Einblick in die Verantwortung und die Probleme des Priesteramtes gewonnen: „Seine Fragen zeigten mir, wie vielschichtig und geheimnisvoll gewisse Institutionen der Kirche waren, die ich für ganz simple Handlungen gehalten hatte. Die Pflichten des Priesters im Zusammenhang mit dem Abendmahl und dem Beichtgeheimnis erschienen mir so bedeutsam, dass ich mich fragte, wie jemals einer den Mut hatte aufbringen können, sich diese zu seiner Aufgabe zu machen …“ (im Original: „His questions showed me how complex and mysterious were certain institutions of the Church which I had always regarded as the simplest acts. The duties of the priest towards the Eucharist and towards the secrecy of the confessional seemed so grave to me that I wondered how anybody had ever found in himself the courage to undertake them …“).
Das ambivalente Verhältnis des Jungen zu dem Priester, die gleichzeitige Anziehung und Abstoßung, wird an dieser Stelle auf die katholische Kirche allgemein ausgeweitet. Der begrenzten Vorstellungswelt des Ich-Erzählers entsprechend wird der verstorbenen Pater für ihn durchaus real zu einer universellen Verkörperung der katholischen Kirche und ihrer Lehren überhaupt.
Am Ende dieser Szene wird zudem deutlich, dass seine Entscheidung, den Toten im Trauerhaus nicht aufzusuchen, ebenso wie der rätselhafte Traum am Abend zuvor letztlich auf die Bemerkungen des alten Cotter zurückzuführen sind: „Während ich in der Sonne dahinging, fiel mir ein, was der alte Cotter gesagt hatte, und ich versuchte mich zu erinnern, wie der Traum weitergegangen war.“ (im Original: „As I walked along in the sun I remembered old Cotter's words and tried to remember what had happened afterwards in the dream.“). Allerdings ist er nicht in der Lage, den nicht zu Ende geführten Sätzen des alten Cotter eine Bedeutung zu entnehmen, und auch die Traumlogik oder Symbolik erschließt sich ihm nicht: Bezeichnenderweise hat er das Ende des Traumes vergessen.
In der anschließenden Szene wird die anfangs angedeutete Gegensätzlichkeit in den Einstellungen der Erwachsenen zu dem verstorbenen Priester und seiner Beziehung zu dem Priester wiederaufgenommen. Verhinderte zunächst der alte Cotter, ohne dass dies dem Erzähler bewusst war, einen Besuch des Jungen im Trauerhaus, so ist es nun seine Tante, die ihn zu dem Toten mitnimmt. Im Trauerhaus übernimmt sodann Nanny als eine der beiden Titelfiguren deren Rolle: „Die alte Frau zeigte fragend nach oben, und auf das Nicken meiner Tante hin mühte sie sich uns voran die enge Treppe hinauf, mit ihrem gebeugten Kopf kaum auf der Höhe des Geländers. Auf dem ersten Absatz hielt sie an und wies auffordernd in Richtung der offenen Tür zum Zimmer des Toten. Meine Tante betrat es, und da die alte Frau sah, dass ich zögerte hineinzugehen, wiederholte sie mehrfach ihre Geste der Ermunterung.“ (im Original: „The old woman pointed upwards interrogatively and, on my aunt's nodding, proceeded to toil up the narrow staircase before us, her bowed head being scarcely above the level of the banister-rail. At the first landing she stopped and beckoned us forward encouragingly towards the open door of the dead-room. My aunt went in and the old woman, seeing that I hesitated to enter, began to beckon to me again repeatedly with her hand.“).
Das Zögern des Erzählers wird im Folgenden deutlicher als zuvor zum Ausdruck einer Glaubenskrise: „Nannie machte den Anfang, und wir drei knieten am Fußende des Bettes nieder. Ich tat, als würde ich beten, doch ich konnte meine Gedanken nicht sammeln, weil mich das Murmeln der alten Frau ablenkte.“ (im Original: „Nannie gave the lead and we three knelt down at the foot of the bed. I pretended to pray but I could not gather my thoughts because the old woman's mutterings distracted me.“).
Der Ich-Erzähler ist sich im Totenzimmer seiner eigenen Sinneswahrnehmung nicht mehr sicher: Zunächst glaubt er zu sehen, wie der alte Priester in seinem Sarg liegend lächelt. Als er jedoch am Kopfende des Bettes steht, realisiert er, dass der Verstorbene nicht lächelt, sondern feierlich und üppig gekleidet wie für den Altar in dem Sarg liegt, mit einem Kelch locker in seinen großen Händen. Der Anblick des Totengesichtes erschreckt den Jungen: Aus seiner kindlich-jugendlichen Perspektive erscheint ihm das Gesicht des Toten als „sehr wild, grau und riesig, mit höhlenartigen schwarzen Nasenlöchern und umgeben von einem kärglichen weißen Pelz“ („The fancy came to me that the old priest was smiling as he lay there in his coffin. But no. When we rose and went up to the head of the bed I saw that he was not smiling. There he lay, solemn and copious, vested as for the altar, his large hands loosely retaining a chalice. His face was very truculent, grey and massive, with black cavernous nostrils and circled by a scanty white fur.“).
Die letzte Szene der Erzählung zeigt den Jungen im Wohnzimmer des Trauerhauses zusammen mit seiner Tante sowie Nanny und Eliza, der zweiten Schwester des verstorbenen Paters. Erneut wird die Weigerung des Erzählers betont, als er die angebotenen Cream Cracker ablehnt und nur von dem Sherry trinkt. Die von ihm genannte Begründung für sein Verhalten, nicht zu viel Geräusch beim Essen machen zu wollen („I declined because I thought I would make too much noise eating them …“), scheint zwar nicht unmittelbar auf sein bisheriges Verhalten zurückzudeuten, spiegelt jedoch offensichtlich an dieser Stelle ein weiteres Mal seinen inneren Konflikt: Einerseits lehnt er die Cracker ab, akzeptiert jedoch den Sherry. Der innere Zwiespalt des Jungen nimmt hier auf der symbolisch-metaphorischen Ebene eine mehrdeutige überhöhte religiöse Dimension an durch die anklingende eucharistische Symbolik der heiligen Sakramente des Abendmahls wie den Kelch in den Händen des verstorbenen Priesters sowie das Brot und den Wein.
Der Dialog zwischen den Schwestern und der Tante, der die Szene bestimmt, wird von dem Erzähler ebenso wenig wie in der zweiten Szene kommentiert. Die fehlende Erzählerkommentierung deutet nun jedoch dessen veränderte Einstellung an und verleiht der Szene damit vor allem eine analytische Funktion. Zunächst wird der verstorbene Priester in dem Gespräch gelobt und sein friedvoller, gefasster und „schöner“ Tod hervorgehoben, bis Eliza „scharfsinnig“ („shrewdly“) anmerkt: „Allerdings war mir in letzter Zeit aufgefallen, dass etwas Seltsames mit ihm vorging.“ (im Original: „Mind you, I noticed there was something queer coming over him latterly.“). Es folgt sodann eine Reihe von Enthüllungen, die für den Ich-Erzähler die ihm immer noch unverständlichen, unausgesprochenen Aussagen des alten Cotter am Anfang der Geschichte schließlich ausfüllen.
Erst an dieser Stelle erfährt der Junge Näheres über die Hintergründe der als Paralyse (paralysis) charakterisierten Krankheit des Priesters: „Er war immer viel zu gewissenhaft … Die Pflichten des Priesteramtes waren zu viel für ihn. Und damit war sein Leben, man könnte sagen, durchkreuzt … Es war der Kelch, den er zerbrochen hat … Damit fing alles an.“ (im Original: „He was too scrupulous always … The duties of the priesthood was too much for him. And then his life was, you might say, crossed … It was that chalice he broke … That was the beginning of it … That affected his mind“).
Wiederum pointiert die Stilfigur der Aposiopese die Verstummung vor dem Unaussprechbaren oder Unerklärlichen: Eliza bricht elliptisch ihre Enthüllungen mitten im Satz ab; es findet sich weder ein Kommentar des Erzählers noch ein Kommentar des Autors. Die in der Rede Elizas angedeuteten Details deuten allein suggestiv auf das Fehlende, das von dem Leser selbstständig zu erschließen und zu ergänzen ist. Eine mögliche Ergänzung der fehlenden Kommentierung könnte den Prozess der Abwendung des Jungen von Pater Flynn darstellen: Am Ende der Geschichte steht in einer solchen Lesart dann die durch die Bemerkungen des alten Cotter ausgelöste endgültige Erkenntnis, dass die Paralyse des verstorbenen Paters tatsächlich „bösartig“ („malificent“) und „sündig“ („sinful“) war. Der Spannungsbogen der Erzählung schließt sich in einer derartigen Ausdeutung durch den Rezipienten mit einer für Joyce charakteristischen epiphany für den Ich-Erzähler, d. h. mit der plötzlichen, wenn auch unausgeführten, spirituellen Manifestation („spiritual manifestation“) oder Offenbarung der eigentlichen Realität.

## Leitmotive, Symbolik und Metaphorik
Ein wesentliches Strukturmerkmal der Erzählung ist die Verwendung zahlreicher Details der vermeintlich naturalistischen Schilderung für die Schaffung eines dichten Netzes von assoziativen, symbolisch-metaphorischen oder motivischen Bezügen, die entweder für sich allein oder im Zusammenhang mit anderen Verweisen für den Leser jeweils als epiphany fungieren. Kompositorisch in den Geschichtenzyklus der Dubliners integriert, werden nicht nur die dominanten Themen des Verfalls, der Isolation, Paralyse, Frustration und Resignation sowie der unerfüllten Lebenserwartungen und eskapistischen Sehnsüchte oder Projektionen eingeführt, sondern ebenso zentrale Leitmotive wie die Hell-Dunkel-Bildlichkeit oder der motivische Fensterblick hier von außen nach innen präludenhaft vorweggenommen.
Ähnlich wie der Ich-Erzähler, der darum bemüht ist, den Sinn des Unausgesprochenen in den unvollständigen Sätzen der Erwachsenen zu erschließen, ist auch der Leser darauf angewiesen, in den von Joyce sorgsam als „epiphanies“ gestalten Erzählpassagen jeweils deren oben angesprochene verborgene „spiritual manifestation“ zu erschließen, die in unterschiedlichem Material verschlüsselt sein kann.
In The Sisters dienen sowohl die Sprache als auch einzelne Gegenstände ebenso wie bestimmte Handlungen oder Konfigurationen dazu, solche Offenbarungen zu suggerieren, ohne dass dadurch das naturalistische Darstellungsprinzip in einer unmittelbar zu erkennenden Weise verletzt wird.
So nutzt Joyce bereits in dem Anfangsteil der letzten Fassung der Geschichte die nicht nur für diese Erzählung, sondern ebenso für den gesamten Zyklus bedeutsamen Begriffe paralysis, (Paralyse), gnomon (Gnomon) und simony, deren vollständige Bedeutung in ihrer wechselseitigen Beziehung aufeinander erst nach und nach im Verlauf der Erzählung in durchaus mehrdeutiger Form für den Leser aufscheint. Während paralysis eingangs realistisch mit dem Schicksal Pater Flynns verbunden zu sein scheint und durch die assoziative Verknüpfung im erlebenden Ich des Erzählers mit den Eigenschaften des Bösartigen („malificent“) und Sündhaften („sinful“) bereits Andeutungen auf das Religiöse enthält, wird die vorausweisende Funktion der übrigen assoziierten Begriffe erst im weiteren Erzählverlauf greifbar.
Der Begriff des Gnomons bezeichnet in der euklidischen Geometrie die Restfläche eines halbierten oder ausgeschnittenen Parallelogramms, die eine Ecke mit der ursprünglichen Gesamtfigur gemeinsam hat, und kann so als ein Symbol der Unvollständigkeit betrachtet werden. Das Unvollständigkeitsprinzip prägt nicht nur die elliptische Dialoggestaltung und den durch eine Fülle von Leerstellen gekennzeichneten Stil der Erzählung als solcher, sondern lässt sich – wenngleich nicht völlig unumstritten – symbolisch im Zusammenhang mit den übrigen assoziierten Begriffen zugleich auf die Figur des verstorbenen Pater Flynn und dessen möglicherweise fehlende geistliche oder charakterliche Integrität beziehen. Darüber hinaus schwingen in dem Terminus des Gnomons ebenso die konnotativen Bezüge des Schattenzeigers an der Sonnenuhr mit, die wiederum als Zeichen für den körperlichen und geistigen Verfall und Tod des Priesters verstanden werden können. In dieser Hinsicht finden sich Verflechtungen zu den „faints“ und „worms“, über die der alte Cotter in seinen den Ich-Erzähler langweilenden endlosen Destillerie-Geschichten redet. Die deutsche Übersetzung der termini technici des Destillationsprozesses als „Brennblase“ und „Kühlspiralen“ bzw. als „Vorlauf“ und „Nachlauf“ enthält allerdings nicht die gleichen Konnotationen wie die von Joyce verwendeten Ausdrücke, die in ihrer allgemeinsprachlichen Bedeutung gleichzeitig eine „Schwäche“ oder „Ohnmacht“ sowie „Würmer“ bezeichnen und damit als weitere Verfallsymbole gesehen werden können. Zugleich ist im übertragenen Sinne die Lähmung an der stillstehenden Zeit ablesbar, die der Gnomon misst. Etymologisch und klanglich ist der Terminus des Gnomons zudem mit dem Begriff der Gnosis verwandt, der nicht nur eine „(Er-)Kenntnis“ bezeichnet, sondern ebenso eine religiöse Konnotation hat, und in dieser Hinsicht von einigen Interpreten wiederum symbolisch auf die Situation des Ich-Erzählers rückbezogen wird.
Als Zeichen der dem Ich-Erzähler eingangs noch unverständlichen Sünde der Simonie, derer Pater Flynn, aber wohl auch der Junge selber auf Veranlassung seiner Tante sich schuldig gemacht haben, dient der Schnupftabak („High Toast“), der dem Priester von dem Jungen als Geschenk überreicht wird. Bezeichnenderweise hat diese Gabe den Priester zuvor aus seinem Schlaf gerissen („roused him from his stupefied doze“) und es war stets die Aufgabe des Jungen, das Päckchen in die schwarze Tabaksdose zu füllen, da der Priester mit seinen zitternden Händen dies nicht geschafft hätte, ohne die Hälfte des Tabaks auf dem Boden zu verstreuen: „It was always I who emptied the packet into his black snuff-box for his hands trembled too much to allow him to do this without spilling half the snuff about the floor.“
Verschiedene Interpreten der Geschichte sehen, wenngleich nicht unkontrovers, in der eigenen Sündhaftigkeit des Jungen gleichermaßen den Grund, warum der Junge, für den die Vorstellung, ein Priesteramt zu bekleiden, durchaus eine Anziehungskraft besitzt, in seinem Traum dem beichtenden Pater Flynn „mit einem Lächeln des Erkennens von eben dieser Sünde der Simonie freispricht.“
Das Überreichen der Gabe des Tabaks eröffnet darüber hinaus symbolhaft einen weiteren bedeutsamen Kausalzusammenhang. Das Heranführen des Schnupftabaks mit seinen zittrigen Händen führte dazu, dass dem verstorbenen Pater dadurch beständig kleine Tabakwölkchen auf seinen Mantel rieselten. Anschließend heißt es an dieser Stelle: „Es mochte dieser beständige Niederschlag an Schnupftabak gewesen sein, der seiner alten Priesterkleidung ihre grünlich-verblichene Erscheinung verliehen hatte, denn das rote Taschentuch, ganz schwarz von den Tabakflecken einer Woche, mit dem er die herabgefallenen Krümel fortzuwischen versuchte, war keine große Hilfe.“ (im Original: „It may have been these constant showers of snuff which gave his ancient priestly garments their green faded look for the red handkerchief, blackened, as it always was, with the snuff-stains of a week, with which he tried to brush away the fallen grains, was quite inefficacious.“).
Auf diese Weise „verbindet sich das traditionelle Symbol für die Unzulänglichkeit eines Würdenträgers, das beschmutzte Amtskleid, mit der Farbe Grün, einem traditionellen Symbol Irlands“. Bereits zuvor hat sich in den Gedanken des Ich-Erzählers eine diesem allerdings nicht vollständig bewusste Gleichsetzung des Geistlichen mit der katholischen Kirche generell vollzogen, als er von den Unterweisungen des Priesters gleichermaßen fasziniert, verwirrt und abgestoßen ist wie durch den Paralytiker und die mit einem bösartigen und sündigen Wesen („maleficent and sinful being“) assoziierte Paralyse selber.
An zentraler Stelle gewinnt dieser Zusammenhang somit eine tiefergreifende symbolische Bedeutung: Pater Flynn wird hier zum Symbol der korrumpierten katholischen Kirche in Irland. Zusätzlich verstärkt wird diese Verknüpfung durch die Farbsymbolik, die bereits am Anfang der Geschichte aufgebaut wird. Der alte Cotter arbeitet oder arbeitete offensichtlich in einer Destillerie; auf diesem Hintergrund lässt die herabsetzende Attribuierung als „Beschränkter, alter, rotnasiger Schwachkopf!“ (im Original: „Tiresome old red-nosed imbecile!“) sich nicht nur als Ausdruck der Verärgerung des Ich-Erzählers erklären, sondern auch dahingehend auslegen, dass es sich bei dem alten Cotter um einen Trinker handeln könnte. Der Name des verstorbenen Paters Flynn enthält einerseits zwar gewisse autobiografische Bezüge zu der Verwandtschaft von Joyce, bezeichnet andererseits als solcher in der gälischen Sprache aber ebenso die Farbe „rot“, die sich nun in dem roten Taschentuch des Geistlichen spiegelt. Durch diese Verstärkung in den assoziativen Verflechtungen gewinnt die oben angesprochene symbolische Verknüpfung zusätzlich an Aussagekraft im Hinblick auf eine implizite Kritik an Rolle der katholischen Kirche in Irland.
Auf dieser Grundlage wird auch die Rolle und Bedeutung der Schwestern deutlicher, deren Handlungen als solche, wie bereits im Interpretationsteil oben ausgeführt, offensichtlich einen symbolischen Stellenwert zu haben scheinen. Die Anlehnungen an das Ritual der katholischen Messe werden von der überwiegenden Zahl der Interpreten der Geschichte zwar registriert, allerdings unterschiedlich kommentiert.
Eine mögliche Lesart, nach der die Schwestern in der suggestiven Szene im Wohnzimmer des Trauerhauses in einer Priesterrolle auftreten und den Ich-Erzähler überreden wollen, die eucharistischen Oblate und den eucharistischen Wein einzunehmen, bedeutet jedoch nicht zwangsläufig, dass sie in einem engeren Sinne als allegorische Figuren zu betrachten sind. Bereits eine Betrachtung des realen Geschehens in der Erzählung macht die Annahme plausibel, dass die beiden Schwestern in gleicher Weise wie die Tante des Jungen in gewisser Weise eine Art von Priesterrolle wahrnehmen. Die Tante verteidigt seine Besuche bei dem verstorbenen Pater Flynn in der zweiten Szene; sie gibt ihm den Schnupftabak als Geschenk oder Gabe mit und führt den Jungen schließlich in das Trauerhaus. Die drei Frauen sind offensichtlich gemeinsam darum bemüht, den Ich-Erzähler der katholischen Kirche und dem Priesteramt näherzubringen. Insoweit bestätigt die Abschlussszene nur die vorher suggerierten Deutungsmöglichkeiten. Entscheidender ist an dieser Stelle jedoch, wie Horst Kruse in seiner Analyse ausführt, dass der Ich-Erzähler, dessen Aufmerksamkeit durch die Bemerkungen des alten Cotters zuvor geschärft wurde, jetzt seinerseits zu einer tieferen Einsicht gelangt. Er ist nunmehr Kruse zufolge in der Lage, „die in der Bezeichnung des Ladens und in der Traumszene symbolisch konkretisierte ‘drapery’ der Frauen [im Sinne einer „Verhüllung“ oder „Verschleierung“] zu durchschauen.“
Der Ich-Erzähler gewinnt nach der Deutung von Kruse und einem Großteil der übrigen Interpreten der Geschichte aus den Andeutungen Elizas, „Es war der Kelch, den er zerbrochen hat … Damit fing alles an“ („It was that chalice he broke…. That was the beginning of it“), und den weiteren, zunehmend geschwätzig mitgeteilten Einzelheiten ein anschauliches Bild der paralysierten katholischen Kirche Irlands. Die „Heuchelei und der Verrat der Schwestern“ bekräftigen diesen konkretisierten Eindruck weiter, indem die Schwestern einerseits versuchen, den Vorfall zu verharmlosen, und die Schuld ihres Bruders abstreiten, andererseits aber dessen Verfehlungen ohne Weiteres preisgeben.
Die Epiphanie (epiphany) des Ich-Erzählers wie letztlich auch des Lesers wird maßgeblich durch das Verhalten der beiden Schwestern und die von ihnen vermittelten Informationen ausgelöst. Dies ist möglicherweise auch der Grund, warum Joyce seiner Geschichte den Titel Die Schwestern gegeben hat, obwohl er zumindest in der Endfassung eindeutig das Erleben des Ich-Erzählers und dessen Beziehung zu dem verstorbenen Pater in den Mittelpunkt stellt. Allerdings kann der Titel sehr wohl auf alle Frauengestalten in der Erzählung bezogen werden, die in ihrer Einfachheit und Armut wie auch in ihrer begrenzten Erkenntnisfähigkeit darin verbunden sind, dass sie der Fremdbestimmung ihres Lebens durch die katholische Kirche, wie sie durch den verstorbenen Pater in ihrer Korruptheit anschaulich verkörpert wird, wenig entgegenzusetzen haben.
Ein solcher Deutungsansatz kann durch zahlreiche weitere symbolische Details ergänzt und gestützt werden, die gleichzeitig auf der Realitätsebene der Geschichte eine strukturierende Funktion haben.
So lässt sich etwa das nicht umgesetzte Vorhaben des verstorbenen Priesters, zusammen mit seinen Schwestern die alte Heimat in Irishtown wieder aufzusuchen, um nochmals das alte Geburtshaus zu sehen, symbolisch als Versuch deuten, sich aus der Sündhaftigkeit zu befreien und zum wahren Glauben zurückzukehren, zumal dieser ärmliche Stadtteil Dublins ursprünglich von Katholiken gegründet wurde, die aus der Stadt Dublin verwiesen worden waren.
Auf subtile Weise spiegelt eine solche Analogie die zentrale Thematik der Geschichte. Elizas Bemerkung über die „neumodischen Gefährte .. mit den rheumatischen Reifen“ („them new-fangled carriages … with the rheumatic wheels“) offenbart, betont durch den Malapropismus, auf der Realitätsebene lediglich ihre Unwissenheit; der Wunsch des Priesters muss jedoch unerfüllt bleiben, da die „pneumatic (= spiritual) wheels“ sich als „rheumatic“, d. h. als „paralysiert“ herausstellen.
Symbolisch bedeutsam ist des Weiteren auch das Licht der Kerzen, das ebenso wie die übrigen Einzelelemente stimmig in die von Joyce sorgsam komponierte, engmaschig verflochtene Verweisstruktur des Textes eingebunden ist: Anfangs erwartet der Erzähler, „den Widerschein von Kerzen auf dem verdunkelnden Vorhang“ zu sehen („If he was dead, I thought, I would see the reflection of candles on the darkened blind for I knew that two candles must be set at the head of a corpse.“), als er sich in seiner Vorstellung ausmalt, wie er das Totenzimmer nach dem Ableben von Pater Flynn wohl wahrnehmen würde. Stattdessen findet er bei seinem tatsächlichen Besuch im Trauerhaus das Totenzimmer jedoch „von dunkel-goldenem Licht durchflutet, in dem die Kerzen wie bleierne, dünne Flammen erschienen.“ („The room through the lace end of the blind was suffused with dusky golden light amid which the candles looked like pale thin flames.“).

## Entstehungsgeschichte
Die erste Version der Kurzgeschichte entstand in einer äußerst produktiven Schaffensphase von Joyce im Frühjahr 1904, während er an seinem Roman Stephen Hero arbeitete, und wurde am 13. August 1904 in der irischen Landzeitschrift The Irish Homestead veröffentlicht. Der irische Dichter und Herausgeber George William Russell, dem Joyce zuvor ein fertiggestelltes Kapitel seines Romans vorgelegt hatte, erkannte die literarische Begabung des zweiundzwanzigjährigen Autors und fragte ihn, ob er nicht etwas Einfaches, Ländliches mit Spannung und Pathos schreiben könne, das man problemlos im Homestead veröffentlichen könne, ohne die Leser zu schockieren: „Could you write anything simple, rural? livemaking?, pathos?, which could be inserted so as not to shock the readers“? Er fügte hinzu, dass es sich um leicht verdientes Geld handele, wenn man flüssig schreibe und es einem nichts ausmache, sich anspruchslos an dem verbreiteten Massengeschmack zu orientieren. Joyce könne die Geschichte auch unter einem beliebigen Namen als Pseudonym veröffentlichen: „It’s easily earned money if you can write fluently and don’t mind playing to the common understanding and liking once a way. You can sign it any name you like as a pseudonym.“
Diesen Hinweisen und Empfehlungen lässt sich bereits entnehmen, dass Russel dem jungen Autor weitaus mehr zutraute, als das, was Joyce schließlich dem Irish Homestead für dessen wöchentliche Kolumne „Our Weekly Story“ unter dem Pseudonym „Stephen Daedalus“, d. h. dem bedeutungsvollen Namen seines autobiografischen Protagonisten in Stephen Hero und The Portrait of the Artist as a Young Man, anbot. Er verfasste zwar mit der Erstversion von The Sisters eine Kurzgeschichte, die den Erwartungen Russels und den vermeintlich geringen Ansprüchen der Leserschaft jener (Land-)Zeitschrift entsprach, die er später selber abfällig als „pig’s paper“ („Schweinezeitung“) bezeichnete, ließ jedoch wesentlich mehr erkennen als das Bemühen, schnell etwas Leichtverdauliches zu schreiben.
Dies zeigt sich nicht nur in der Entnahme des Stoffes der Short Story aus dem Bereich seines entstehenden Romanes, sondern ebenso in dem Einsatz der Technik der epiphany, mit der er zuvor in einer Reihe literarischer Skizzen zwischen 1900 und 1903 experimentiert hatte. Diese Joycesche Technik der Epiphanie, die Stephen Daedalus in dem Romanwerk später definiert als „a sudden spiritual manifestation, whether in the vulgarity of speech or of gesture or in a memorable phase of the mind itself“ (deutsch: „eine plötzliche Manifestation, sei es nun in der Vulgarität der Sprache oder Gestik oder in einer eindringlichen Phase des Geistes selbst“), verwendet Joyce auch in den beiden nachfolgenden im Irish Homestead veröffentlichten Geschichten aus dem gleichen Jahr (Eveline am 10. September 1904 und After the Race am 17. Dezember 1904).
Wenngleich Joyce auf den ersten Blick anscheinend den Wünschen Russels entsprechend schrieb, so zeigt dennoch ein von ihm im Juli 1904 an Constantine P. Curran veröffentlichter Brief, dass Russels Angebot bei Joyce den Plan für eine thematisch geschlossene Sammlung von Kurzgeschichten als integriertem Gesamtwerk reifen ließ, dessen Titel für ihn bereits zu diesem Zeitpunkt feststand: „I am writing a series of epicleti - ten - for a paper. I have written one. I call the series Dubliners to beray the soul of that hemiplegia or paralysis which many consider a city.“ (deutsch: „Ich schreibe gerade an einer Reihe von Epiklesen. Ich habe eine geschrieben. Ich nenne die Reihe Dubliners, um das innere Wesen jener Hemplegia [= halbseitige Lähmung] oder Paralyse zu zeigen, die viele als Stadt ansehen.“).
Diese spezifische Wortwahl von Joyce in dem Brief wie auch eine ähnliche, später rekonstruierte Bemerkung in einem Brief an seinen Bruder Stanislaus aus dieser Zeit belegen, dass Joyce seine literarisch-ästhetische Theorie, die er in The Sisters und dem entstehenden Kurzgeschichtenzyklus verfolgte, aus dem Theologischen herzuleiten versuchte.
Das bei der Abfassung der ersten Version von The Sisters sich abzeichnende Vorhaben, die Stadt Dublin und ihre Bewohner systematisch zu schildern und in diesem Zusammenhang die Paralyse des dortigen geistigen Lebens zum tragenden Pfeiler in einer Art von Psychogramm zu machen, prägte die Gestaltung einer jeder einzelnen Geschichte mindestens ebenso sehr wie die Vorgaben durch die Herausgeber des The Homestead als einer Zeitung, die sich als Publikationsmedium für Joyce eher zufällig anbot und die keinesfalls zu den anerkannten literarischen Zeitschriften der damaligen Zeit zählte. Das Gesamtkonzept erforderte von Joyce nunmehr die kompositorische Verknüpfung der grundlegenden Themen und Motive der verschiedenen Geschichten; zugleich beförderten die ausdrücklichen Wünsche Russels und letztlich ebenso der wortmäßig beschränkte Raum, der Joyce für die Veröffentlichung in der Homestead-Kolumne zur Verfügung stand, die Fokussierung auf einen begrenzten Ausschnitt der Realität. Dem kam der Einsatz der zuvor erprobten Erzähltechnik der epiphany entgegen, die ohnehin in kurzer, straffer Form auf die plötzliche Offenbarung eines zentralen Schlüsselmomentes hin ausgerichtet ist.
Wie sehr ein solches Gesamtkonzept die Gestaltung der einzelnen Erzählungen beeinflusste, zeigt sich weiterhin darin, dass Joyce seinen Plan der Fertigstellung eines zusammenhängenden Geschichtenzyklus als Gesamtwerk auch nicht aufgab, als der Herausgeber des Irish Homestead, H. F. Norman, nach der Veröffentlichung der ersten drei Erzählungen und den ablehnenden Reaktionen der Leserschaft von dem Abdruck weiterer Geschichten Abstand nahm. Aus einer Gelegenheitsarbeit wurde auf diese Weise für Joyce eine völlig eigenständige Aufgabe: Bis zum Jahre 1906 entstanden nicht nur die anfangs vorgesehen zehn Geschichten, sondern insgesamt 12 Erzählungen, wobei die drei ursprünglich im Homestead erschienenen Geschichten von ihm immer wieder überarbeitet und teilweise grundsätzlich verändert wurden.
Im Verlauf der Abfassungen der nachfolgenden Erzählungen gewann die Struktur des Gesamtkonzeptes zunehmend an Profil und führte in den mehrfachen Veränderungen des Manuskriptes zu zwei entscheidenden Revisionen von The Sisters, die einerseits die wachsende Komplexität und Stimmigkeit der Einbindung in die in dem Sammelbild vereinten Erzählungen spiegeln, gleichzeitig jedoch auch die literarisch-künstlerische Entwicklung von Joyce dokumentieren.
Bereits in der ersten grundlegenden Überarbeitung der Geschichte aus dem Jahre 1904, die gegenüber der endgültigen Fassung in den Dubliners nur etwa halb so lang ist, ist nicht zu übersehen, dass Joyce offensichtlich versuchte, in das übergreifende Thema seines Erzählzyklus durch das vorangestellte Schlüsselwort der paralysis einzuführen, um so The Sisters gewissermaßen die Funktion eines „Einleitungskapitels“ in dem Gesamtwerk zu verleihen. In der Ursprungsversion wird der später durch den Begriff der Paralyse maßgeblich bestimmte Zustand Pater Flynns noch nicht näher charakterisiert.
Die Fülle der naturalistischen Details vermittelt in der Erstfassung auf der Realitätsebene noch das Bild eines schon in seiner Jugend introvertierten, sehr ernsten, äußerst gewissenhaften und leicht exzentrischen Charakters. Dessen Schwäche und Kränklichkeit im Alter könnten durchaus durch eine eindeutige, der Realität in authentischer Form entsprechende medizinische Diagnose, wie etwa der einer Parkinsonschen Erkrankung, erklärt werden. Da sich – entgegen der Ankündigung von Joyce in seinem Brief – weder Hinweise oder Anspielungen auf ein moralisches Fehlverhalten noch auf Hemiplegia oder Paralyse finden lassen, könnte der Nervenzusammenbruch des Paters ohne Weiteres auf eine leichte psychologische Schwäche oder eine Altersidiosynkrasie zurückgeführt werden.
Demgegenüber wird bereits in der revidierten zweiten Fassung die Rätselhaftigkeit oder Unbestimmbarkeit der Geschichte durch zahlreiche Auslassungen verstärkt. Zudem wird die thematische Aussage oder Bedeutung unverkennbar über die Krankheit des Paters hinausgehend ausgeweitet sowie gleichermaßen überhöht durch die schon hier einsetzenden Ergänzungen und Verdichtungen der Symbolik oder der reinen Suggestionen. Die Ursprungsfassung enthält demgegenüber noch eine durchaus realistische Schilderung der Szene im Totenzimmer: Der verstorbene Priester liegt hier in seiner gewöhnlichen Ordenstracht im Sarg und hält – allerdings abweichend von der damals üblichen Bestattungspraxis – kein Kreuz, sondern einen Rosenkranz in seinen Händen.
In der überarbeiteten Zwischenfassung liegt der Tote bereits „üppig und feierlich wie für den Altar gekleidet“ („solemn and copious, vested as for the altar“) in seinem Sarg, ohne jedoch wie in der Endfassung den Kelch in seinen Händen zu halten. Walzl thematisiert in ihren Ausführungen darüber hinaus eingehender eine Reihe weiterer Detailunterschiede zwischen den beiden ersten Fassungen.
So nehmen insbesondere das Verhalten und die Einstellungen der beiden titelgebenden Schwestern in der Homestead-Fassung einen erheblich größeren Raum ein als in den nachfolgenden Versionen. Ihre Beziehung zu dem verstorbenen Priester wird hier wesentlich detaillierter geschildert als die des Jungen zu dem Pater, so dass in dieser Hinsicht der zu Beginn gewählte Titel zweifellos seine Berechtigung hatte. Sie sind bescheiden, arbeiten hart, unterstützen ihren Bruder in einer sich aufopfernder Weise mit den mageren Einkünften aus dem ärmlichen Tuchladen. Sie führen selbstlos seinen Haushalt und versorgen ihn in jeglicher Hinsicht mit Nahrung und Kleidung. Ihre Erinnerungen an den Verstorbenen sind durch sentimentale Frömmigkeit gezeichnet, obwohl ihr Bruder kaum je mit einer von ihnen sprach und nur geringe Wertschätzung für sie zeigte. Der Ich-Erzähler in der Homestead-Fassung bemerkt scharfsinnig („shrewdly“), dass der Priester aus Egoismus verächtlich auf alle Frauen herabsah und die Dienste seiner Schwestern für ihn aus Höflichkeit nur still duldete: „… [the priest] had an egoistical contempt for all women folk, and suffered all their services to him in polite silence …“. Der Junge entschuldigt dies in der ursprünglichen Fassung damit, dass keine der Schwestern sonderlich intelligent gewesen sei: „[neither of the sisters was] very intelligent“.
In der revidierten Endfassung der Geschichte strich Joyce zahlreiche Einzelheiten in der Schilderung des Verhaltens der Schwestern ihrem Bruder gegenüber und verlagerte den Schwerpunkt der Erzählung auf die Beziehung des kindlich-jugendlichen Erzählers zu dem verstorbenen Pater, obwohl er die grundsätzliche Charakterisierung der Schwestern im Kern unverändert beibehielt. Die in den Grundzügen noch deutlich naturalistischere Beschreibung des Geschehens wurde zudem in erheblichem Maße symbolisch erhöht und insbesondere durch die Ergänzung der Kernsymbolik von „Gnomon“ und „Simonie“ auf eine andere Bedeutungsebene transponiert. Dabei wechselte die Darstellung vom Panoramischen zum Szenischen; alle nicht unbedingt erforderliche Erläuterungen wurden fallengelassen oder allenfalls noch vage angedeutet. Auch die Dialoggestaltung erhielt nachhaltig eine abgehackte und fragmentarische Struktur. Gleichzeitig war Joyce jedoch daran gelegen, die fiktive Welt der Dubliners mit ihren Straßennamen, Gebäuden, Pubs und sonstigen Lokalitäten realistischer in das Dublin der Jahrhundertwende einzubetten. So änderte er beispielsweise die rein fiktive „St. Ita’s Church“, an der Pater Flynn in der Homestead-Fassung tätig gewesen war, in die reale, an der Meath Street gelegene „St. Catharine’s Church“. Diese Umänderung erfolgte keineswegs zufällig, wie auch ein Brief von Joyce aus dem September 1905 an seinen Bruder belegt, in dem er diesen bittet, die Einzelheiten der Geschichte zu verifizieren, und sich danach erkundigt, ob ein Priester in seinem Amtsgewand begraben werden könne. Der Verleiher „dieser neumodischen Gefährte mit den rheumatischen Reifen“, Johnny Rush, hatte ebenfalls ein reales historisches Vorbild in Gestalt von Francis Rush, einem Kabinen- und Wagen-Unternehmer sowie Verleiher („cab and carriage proprietor“), der sein neu eröffnetes Geschäft in 10 Findlater’s Place betrieb.
Anhand der im Text beschriebenen Lage von Johnny Rushs Geschäft als „gegenüber“ („over the way there“) ist sogar rekonstruktiv der Versuch unternommen worden, den Laden der beiden Schwestern exakt zu identifizieren als denjenigen der „Misses Monahan Drapery, 109 Great Britain Street“. Dies bedeutet jedoch keinesfalls, dass Joyce spätestens in der dritten Fassung der Geschichte das seiner eigenen Erfahrungswelt entstammende Material „um seiner selbst willen“ abbildet, sondern es viel mehr sehr sorgfältig umgestaltet, um es in seine übergeordnete Thematik und die übergreifende Symbolstruktur einzuflechten.
In Stephen Hero spricht der autobiografische Züge tragende Protagonist Daedalus dementsprechend von der doppelten Begabung des Künstlers, seiner „selektiven Fähigkeit“ („selective faculty“) wie auch seiner reproduktiven bzw. wiedergebenden Fähigkeit („reproductive faculty“), und sieht dessen Aufgabe darin, das „subtile innere Wesen des Bildes“ äußerst präzise aus den „Schlingen der es bestimmenden Umstände“ zu lösen („… disentangle the subtle soul of the image from its mesh of defining circumstances most exactly“). Damit beschreibt er in gewisser Hinsicht zugleich die ästhetische Theorie, die Joyce selber in seinen Revisionen von The Sisters weiterentwickelte und zur Anwendung brachte.

## Werkgeschichtlicher Zusammenhang und Wirkung
The Sisters wurde von Joyce in der revidierten Endfassung bewusst in den Geschichtenzyklus der erstmals 1914 als Sammlung in Buchform veröffentlichten Dubliners kompositorisch integriert. Die Erzählung wurde von Joyce dabei der ersten Gruppe der sogenannten „Childhood Stories“ zugeordnet, die sich durch eine besonders hohe Homogenität auszeichnet. In dieser Anfangsgruppe der Dubliners erkundet ein intelligenter und sensibler Ich-Erzähler voller Wissensdrang sowohl die menschliche Innenwelt als auch die sozialen Beziehungen in der Außenwelt. Dabei entwickelt er ein gespanntes Verhältnis gegenüber den eigenen Familienangehörigen, den Institutionen von Staat und Kirche, aber auch gegenüber seinen Altersgenossen. Problematisch ist vor allem sein Umgang mit (Ersatz-)Vaterfiguren: Auf der Suche nach Orientierung wird er durch die Autoritäten, denen er sich zuwendet, enttäuscht; zugleich scheitern seine Bemühungen um Eigenständigkeit. Hieraus resultieren Frustrationen und oftmals träumerische Eskapismen.
Als Anfangsgeschichte in diesem Zyklus ist The Sisters in besonderem Maße aufschlussreich: Gleichsam ouvertürenhaft führt sie in die zentralen Themen und Motive des Kurzgeschichtenbandes als zusammenhängendes Werk ein, wie bereits die erste Revision des 1904 schon separat veröffentlichten Textes zeigt. Die in The Sisters anklingenden Themen der Isolation, Paralyse, Frustration und Resignation als Folge der unerfüllten Lebenserwartungen bilden die Grundlage für die in den übrigen Texten des Zyklus dominante Gesamtthematik.
Darüber hinaus werden in The Sisters später wiederkehrende Motive und Symbole eingeführt wie etwa das Fenstermotiv und der leitmotivische Fensterblick zwischen Außen und Innen oder Innen und Außen. Auch der metaphorisch-symbolische Hell-Dunkel-Kontrast, das erzähltechnische Strukturmoment der in The Sisters eingesetzten epiphany und die Erzähltechnik der Aussparungen und suggestiven Andeutungen wird von Joyce in vielen seiner späteren Werke immer wieder aufgenommen und weiter entwickelt. In dieser Hinsicht bildet The Sisters nicht nur die Keimzelle für die nachfolgenden Geschichten in den Dubliners, sondern ebenso eine wichtige Grundlage für das anschließende Romanwerk von Joyce.
Darüber hinaus erweist sich The Sisters als eine äußerst komprimierte Gestaltung der autobiografischen Thematik von Stephen Hero (um 1914/15 fertiggestellt; in Buchform postum veröffentlicht 1944) und A Portrait of the Artist as a Young Man (1914/15 entstanden, in Buchform 1916 veröffentlicht).
Innerhalb des Dubliner-Zyklus bestehen spezielle intertextuelle Bezüge vor allem zwischen The Sisters als der ersten Geschichte der Sammlung und The Dead als der letzten Erzählung in dem Zyklus. So wird beispielsweise in The Dead das Motiv des Fensterblicks variiert, als der Protagonist Gabriel Conroy durch ein „vergittertes Fenster“ („grated window“) auf einen Mann sieht, „der in einem dröhnenden Schmelzofen Flaschen blies.“ („looking in through a grated window at a man making bottles in a roaring furnace.“). Auch die Symbolik der Kerzen oder des Kerzenscheins wird in The Dead wiederaufgenommen, als Gabriel Conroy mit einer ähnlichen Unhöflichkeit, mit der der alte Cotter die angebotene Hammelkeule ablehnt, die Kerze zurückweist, die ihm von dem Portier in das Hotelzimmer gebracht wird: „Und wissen Sie was, fügte er auf die Kerze zeigend hinzu, dieses hübsche Objekt nehmen ruhig auch wieder mit, seien Sie so gut.“ („And I say, he added, pointing to the candle, ‘you might remove that handsome article, like a good man.’“). Stattdessen sieht er im „gespenstischen Licht der Straßenlaterne“ („ghastly light of the street lamp“) seine Hoffnungen und Erwartungen ebenso enttäuscht wie der Ich-Erzähler in The Sisters. Anders als im Falle des Jungen in The Sisters ist diese Enttäuschung für den alternden Gabriel Conroy jedoch nicht befreiend, sondern äußerst schmerzlich: Das Symbol der Kerze erfährt auf diese Weise einen Bedeutungswandel.
Eine ähnliche epiphany, wie der Junge und letztlich auch der Leser am Ende von The Sisters erlebt, findet sich bei leicht veränderter Erzähltechnik auf einer realistisch-psychologischen Ebene auch in Ernest Hemingways früher Kurzgeschichte My Old Man (deutscher Titel: Mein Alter), die erstmals 1923 in der Anthologie Three Stories and Ten Poems erschienen ist.
Thematisch verwandt hat in Hemingways Short Story der kindlich-jugendliche Erzähler ebenfalls ein enges Verhältnis zu einem (leiblichen bzw. geistlichen) Vater; auch hier erweist sich der „Old Man“ objektiv als nicht als würdig für die Bewunderung des Jungen; dessen Illusionen werden in Hemingways Geschichte ebenfalls durch andere Erwachsene zerstört. Wie Joyce verwendet auch Hemingway eine nur andeutende Technik der Darstellung, die es dem Leser ermöglicht, eine verborgene Bedeutung des Geschehens zu erfassen, die sich dem Erzähler aufgrund seiner begrenzten Einsicht nicht erschließt. Im Unterschied zu Hemingway nutzt Joyce in The Sisters jedoch eine weitergehende narrative Technik, die sich nicht allein auf suggestive Anspielungen auf der realen Erzählebene beschränkt, sondern die Bedeutung des gesamten realen Geschehens auf eine völlig andere Ebene überträgt.

## Buchausgaben (Auswahl)

### Englisch
- James Joyce: The Sisters. In: Dubliners. G. Richards, London 1914.
- James Joyce: The Sisters. In: Dubliners. Bantam Books, New York 2005 (Bantam Classics), ISBN 0-553-21380-6.
- James Joyce: The Sisters. In: Dubliners. Penguin Books, London 2014.
- James Joyce: The Sisters. In: Dubliners. Flame Tree Publishing, London 2020.

### Deutsch
- James Joyce: Die Schwestern. In: Dubliner. Übersetzt von Georg Goyert. Suhrkamp Verlag. Frankfurt a. M. 1968.
- James Joyce: Die Schwestern. In: Dubliner. Neu übersetzt von Dieter E. Zimmer. Suhrkamp Verlag. Frankfurt a. M., 2. Auflage 1996, ISBN 978-3-518-38954-6.
- James Joyce: Die Schwestern. In: Dubliner. Neu übersetzt von Jan Strümpel. Anaconda Verlag München 2015, ISBN 978-3-7306-9155-7.
- James Joyce: Die Schwestern. In: Dubliner. Übersetzt von Georg Goyert. Modernisierte Neuausgabe der 1928 im Rhein-Verlag (Basel) erschienenen ersten deutschen Übersetzung. Reclam, Stuttgart 2017, ISBN 978-3-944561-61-5.
- James Joyce: Die Schwestern. In: Dubliner. Neu übersetzt von Friedhelm Rathjen. Manesse Verlag, München 2019, ISBN 978-3-7175-2472-4.

## Hörbücher (Auswahl)

### Englisch
James Joyce: The Sisters. In: Dubliners. Digitales Hörbuch. Penguin Classics, 2019.

### Deutsch
- James Joyce: Die Schwestern. In: Dubliner. Übersetzt von Dieter E. Zimmer. Erzählt von Sylvester Groth, Peter Fricke und Brigitte Hobmeier. Der Hörverlag, München 2012, ISBN 978-3-8445-0920-5.

## Verfilmungen
- Im Februar 2017 entstand eine 15-minütige Kurzfilmfassung unter der Regie von Matthew James Eberle, der auch das Drehbuch verfasste. Die Titelrollen der beiden Schwestern Nanny und Eliza wurden von Pat Destro und Camille James Harman übernommen; Lynn Downey spielte die Rolle der Tante, Paul Bond trat als Pater Flynn und Frank Califano als Old Cotter auf.[28]

## Sekundärliteratur (Auswahl)
- Thomas E. Connolly: Joyce’s “The Sisters”: A Pennyworth of Snuff. In: College English, Vol. 27, No. 3 (Dezember 1965), S. 189–195.
- M. Keith Booker: History and Language in Joyce’s “The Sisters”. In: Criticism, Vol. 33, No. 2 (Frühling 1991), veröffentlicht von der Wayne State University Press, S. 217–233.
- Claudia Crawford: James Joyce’s “The Sisters”: A Letter-L-Analysis. In: American Imago, Vol. 41, No. 2 (Sommer 1984), veröffentlicht von der Johns Hopkins University Press, S. 181–199.
- Thomas Dilworth: Not “Too Much Noise”: Joyce’s "The Sisters" in Irish Catholic Perspective. In: Twentieth Century Literature, Vol. 39, No. 1 (Frühling 1993), veröffentlicht von der Duke University Press, S. 99–112.
- Eberhard Kreutzer: James Joyce: Dubliners. In: Arno Löffler und Eberhard Späth (Hrsg.): Geschichte der englischen Kurzgeschichte. Francke Verlag, Tübingen und Basel 2005, ISBN 3-7720-3370-9, S. 171–189, insbesondere S. 174–178.
- Horst Kruse: Joyce · The Sisters. In: Karl Heinz Göller und Gerhard Hoffmann (Hrsg.): Die englische Kurzgeschichte. Bagel Verlag, Düsseldorf 1973, ISBN 3-513-02222-0, S. 137–146.
- Garry M. Leonard: The Free Man’s Journal: The Making of His[S̸ ]tory in Joyce’s “The Sisters”. In: Modern Fiction Studies, Vol. 36, No. 4 (Winter 1990), veröffentlicht von der Johns Hopkins University Press, S. 455–482.
- David W. Robinson: The Narration of Reading in Joyce’s “The Sisters”, “An Encounter”, and “Araby”. In: Texas Studies in Literature and Language, Vol. 29, No. 4, Twentieth-Century Fiction (Winter 1987), veröffentlicht von der University of Texas Press, S. 377–396.
- Florence L. Walzl: Joyce’s “The Sisters”: A Development. In: James Joyce Quarterly, Volume 50, Number 1-2, Herbst 2012–Winter 2013, veröffentlicht von der University of Tulsa, S. 73–117.
- Florence L. Walzl: A Date in Joyce’s “The Sisters”. In: Texas Studies in Literature and Language, Vol. 4, No. 2 (Sommer 1962), veröffentlicht von der University of Texas Press, S. 183–187.
- Michael West: Old Cotter and the Enigma of Joyce’s “The Sisters”. In: Modern Philology, Vol. 67, No. 4 (Mai 1970), veröffentlicht von der University of Chicago Press, S. 370–372.